# Абба, Сильвано
Сильвано Абба (итал. Silvano Abbà; 3 июля 1911, Ровинь — 24 августа 1942, Избушенский, Сталинградская область) — итальянский пятиборец, бронзовый призёр летних Олимпийских игр 1936 года и участник Второй мировой войны. Капитан итальянской армии.

## Биография
Родился 3 июля 1911 в Ровиньо, в Италии. Окончил среднюю техническую школу и военную академию в Модене. Занимался активно спортом, чаще всего современным пятиборьем (выездка, фехтование, стрельба, плавание и бег). На Олимпиаде 1936 года завоевал бронзовую медаль в современном пятиборье, отметившись в рамках этого турнира победой на этапе выездки (на 4000 м).
Воевал в составе итальянской армии на стороне Франсиско Франко в Гражданской войне в Испании. В 1940 году после возвращения из Испании выиграл чемпионат Италии по современному пятиборью. Вскоре снова был призван в итальянскую армию и отправился на фронт Второй мировой. Служил в 3-м Савойском кавалерийском полку. 24 августа 1942 участвовал в атаке на хутор Избушенский, который защищал 812-й стрелковый полк, и был убит вместе с ещё 31 солдатом из своего полка. Посмертно награждён золотой медалью «За воинскую доблесть».
В 1999 году его останки были перевезены в Донецк, в сентябре 2000 года перезахоронены в церкви Карньяччо.